# Гром-камень
Гром-ка́мень — валун, ставший основой пьедестала Медного всадника. Исторические координаты камня: 60°01′27″ с. ш. 30°05′29″ в. д.

## Поиск камня
Для поиска камня под пьедестал «Медного всадника» в газете «Санкт-Петербургские ведомости» было опубликовано обращение к частным лицам, которые пожелали бы «для постановления… монумента в гору выломать и привезти сюда, в Санкт-Петербург».
Подходящий камень был предложен казённым крестьянином Семёном Григорьевичем Вишняковым, поставщиком строительного камня в Санкт-Петербург. Давно зная об этой глыбе, он планировал ранее расколоть её на куски для продажи, но технически не смог это осуществить. О камне было сообщено руководителю поисковых работ проекта — капитану Марину Карбури (греч. Μαρίνος Χαρβούρης) графу Ласкари, позднее, во французском Льеже, издавшему о работах детальные записки. Семён Вишняков получил от него 100 рублей — очень приличная по тем временам сумма.
Гром-камень располагался в окрестностях деревни Конная Лахта. По местной легенде, своеобразную форму камень приобрёл в результате удара молнии, расколовшей гранитную скалу. Отсюда и его название.

## Массогабаритные характеристики
В своём первоначальном виде камень весил около 2000 тонн, имея размеры порядка 13 м в длину, 8 м в высоту и 6 м в ширину. Позднее часть его была стёсана. Отсечённые части камня прикрепили к основному монолиту, дабы впоследствии использовать согласно художественному замыслу Фальконе для «удлинения» пьедестала. Вместе с двумя отколотыми кусками, позже состыкованными с основным монолитом во фронтальной и тыловой частях, совокупный перемещаемый вес Гром-камня составлял 1500 тонн. Несмотря на то, что пристыкованные к пьедесталу во фронтальной и тыловой его частях фрагменты когда-то составляли монолит одного камня, они имеют разный цветовой оттенок:37, но многие думают, что камень представляет собой единую глыбу.
Работы по обтёсыванию камня проводились во время его транспортировки до тех пор, пока посетившая Лахту Екатерина II, прибывшая посмотреть на перемещение камня, не запретила дальнейшую обработку, желая, чтобы камень прибыл в Петербург в своём «диком» виде без утраты объёма. Окончательный вид камень приобрёл уже на Сенатской площади, значительно утратив свои первоначальные размеры. Эта доводка проходила под руководством академика Юрия Фельтена.

## Перевозка камня

### Подготовительные работы

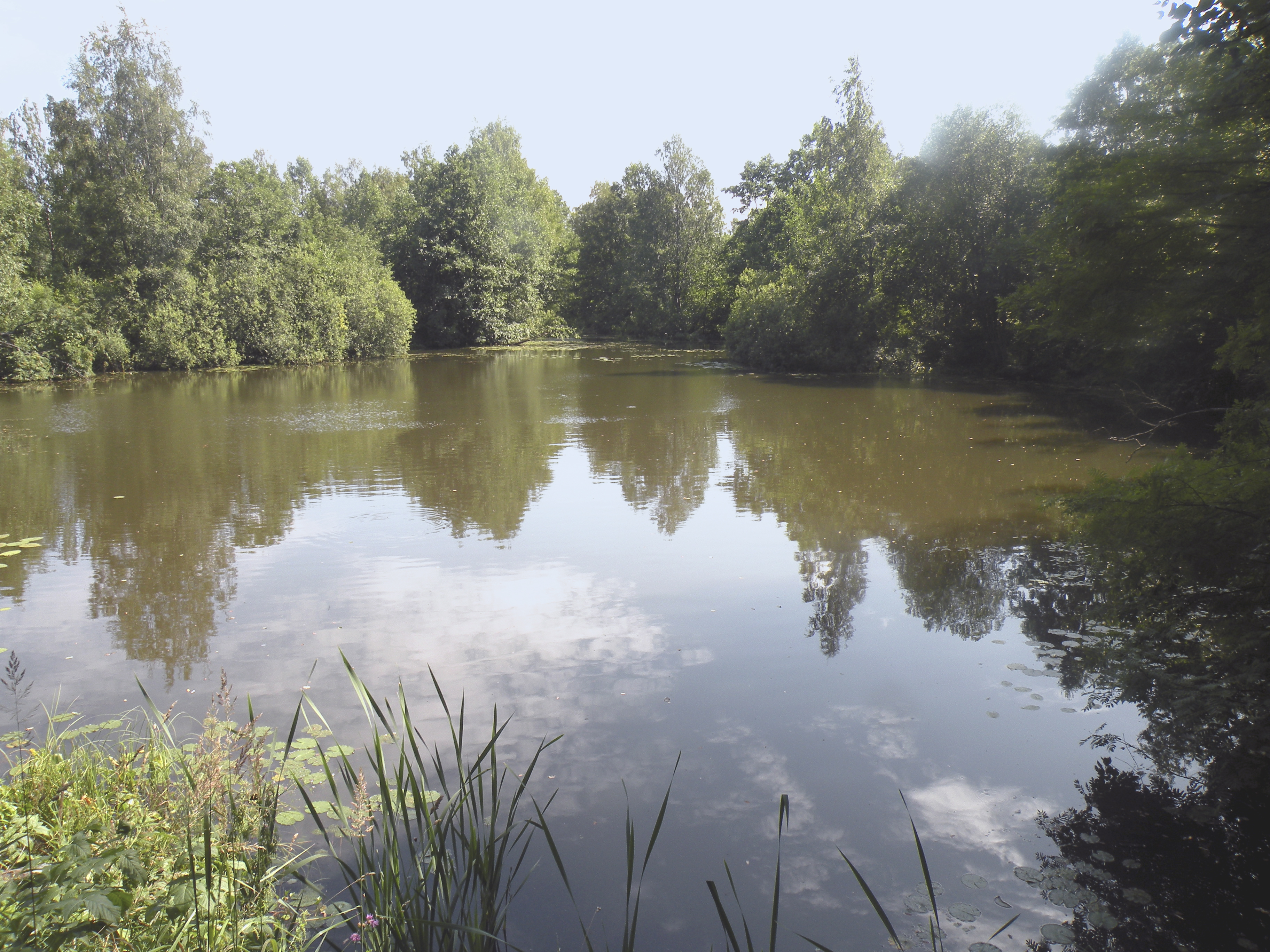
Петровский пруд, возникший после изъятия Гром-камня

Началу перевозки камня соответствовала серьёзная подготовка. Были приняты во внимание рекомендации академика Ивана Бецкого. Проведено исследование предлагаемой для перевозки камня десятикратно уменьшенной модели «машины». Её испытания показали, что движением пальца можно тащить 75-пудовую тяжесть. Было найдено, что наиболее рациональным является установка камня на деревянной платформе, перекатываемой по двум параллельным желобам, в которые были уложены 30 пятидюймовых шаров. Посредством эксперимента был выбран достаточно прочный материал для желобов и шаров. Он состоял из сплава меди с оловом и галмеем. Была отработана технология их изготовления:27. Разработан процесс подъёма камня с помощью рычагов и домкратов для подведения под него платформы. При этом специально были приняты меры по страховке камня от его падения при аварии.
Непосредственные подготовительные работы к перемещению камня начались 26 сентября 1768 года. Были построены казармы для 400 рабочих, а до берега Финского залива прорублена просека шириной 40 метров и длиной почти 8 км. Далее, вокруг валуна, ушедшего в землю на пять метров, выкопали котлован, тем самым полностью освободив его. От камня отделили часть, отколотую ударом молнии, и освободили его от лишних наслоений, что облегчило груз на примерно 600 тонн. 12 марта 1769 года камень рычагами водрузили на деревянную платформу.
После изъятия камня оставшийся котлован постепенно заполнила вода. Образовавшийся водоём сохранился до настоящего времени. Его называют Петровским прудом; 15 февраля 2011 года этому пруду с прилегающей территорией присвоен статус памятника природы.

### Доставка к пристани

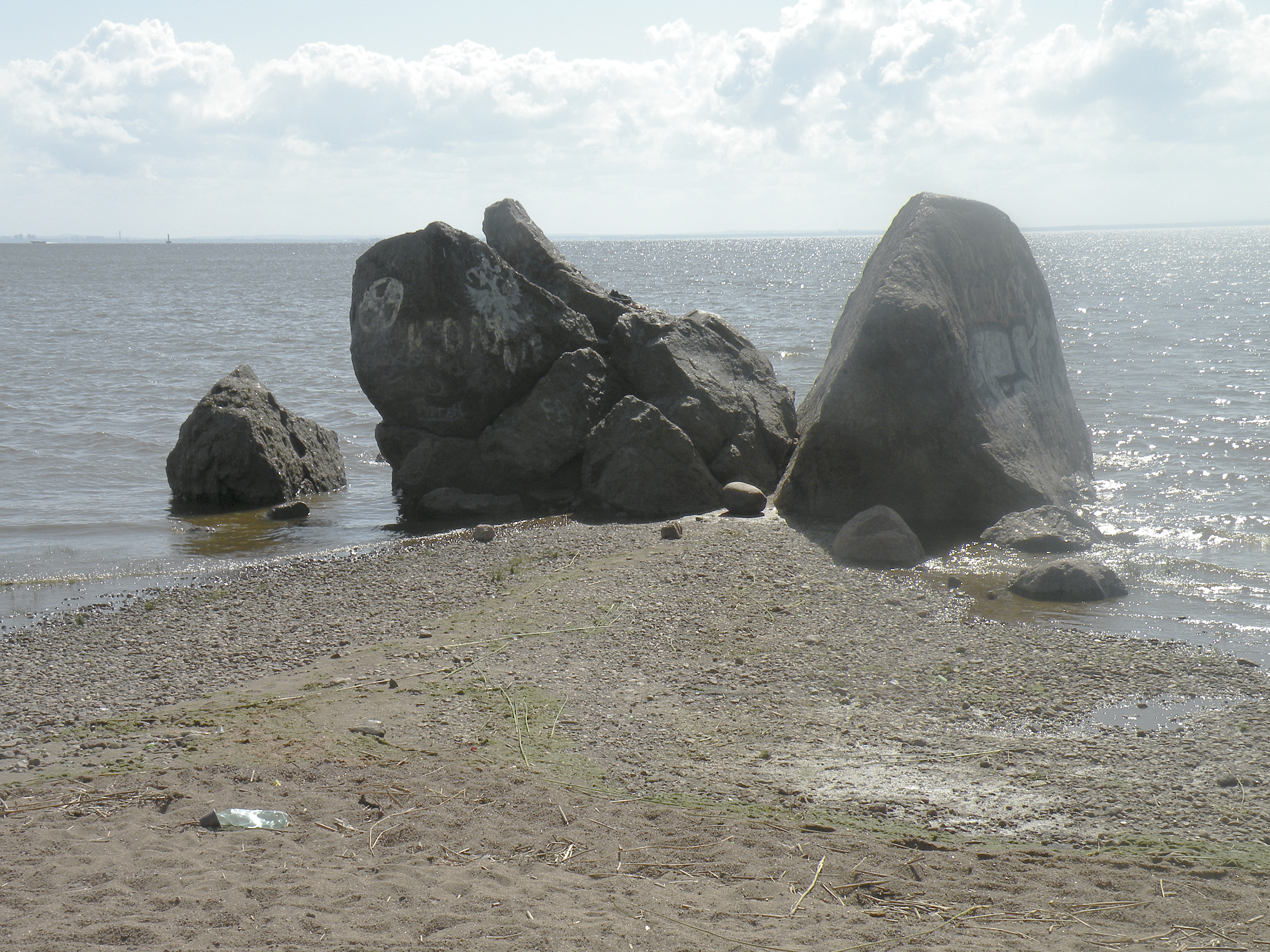
Расколотый валун — геологический объект, иногда ошибочно называемый осколком Гром-камня

Уникальная транспортная операция продолжалась с 15 (26) ноября 1769 года по 27 марта (7 апреля) 1770 года, когда проложенная дорога, промёрзшая на полтора метра, могла выдерживать нагрузку. Скалу при помощи огромных домкратов приподняли и поместили на специально созданную в рамках подготовительных работ транспортную машину. Непосредственное перемещение транспортной машины осуществляли двумя кабестанами. За сутки, по прямой, проходили порядка 20—30 шагов. На поворотах скорость снижалась.  Несмотря на принятые меры, во время пути неоднократно возникали аварийные ситуации, грозившие крахом всему предприятию. Пять раз камень срывался с транспортной машины и глубоко уходил в землю. Тем не менее все проблемы удалось успешно решить.
Камень был доставлен на берег к востоку от нынешнего заказника Северное побережье Невской губы, где для его погрузки соорудили специальную пристань. При малой воде остатки этой пристани можно видеть у берега невдалеке от расколотого валуна, лежащего у самого уреза воды. Расколотый валун иногда ошибочно называют осколком Гром-камня, несмотря на имеющиеся отличия в структуре и составе.

### Водная транспортировка и выгрузка на пристани

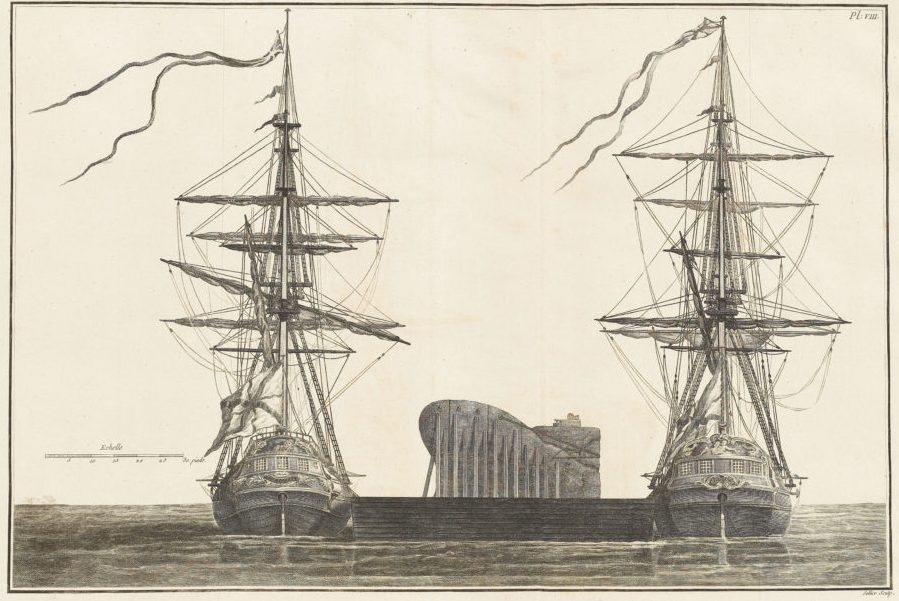
Транспортировка Гром-камня по воде

Транспортировка камня по воде осуществлялась на судне, типа беляны, специально построенном по чертежу известного галерного мастера Григория Корчебникова. Оно транспортировалось двумя парусными краерами, поддерживающими по бокам для увеличения остойчивости. Проводка началась только осенью. Длина маршрута составила без малого 13 километров. Гигантский Гром-камень при огромном стечении народа прибыл в Петербург на Сенатскую площадь 26 сентября 1770 года. Для выгрузки камня у берега Невы был использован приём, уже применённый при погрузке: судно было притоплено и село на предварительно вбитые в дно реки сваи, что дало возможность сдвинуть камень на берег. В честь перевозки камня была выбита памятная медаль с надписью «Дерзновению подобно. Генваря, 20. 1770».
Жители Петербурга были так удивлены видом огромной скалы, что, как тогда писали, «многие охотники ради достопамятного определения сего камня заказывали делать из осколков оного разные запонки, набалдашники и тому подобное».
Сам памятник был открыт лишь спустя 12 лет после доставки камня, 7 августа 1782 г. — к столетию вступления на престол Петра I, при огромном стечении народа, в присутствии императорской фамилии, дипломатического корпуса, приглашённых гостей и под гром оркестра с пушечной пальбой.